# Tryin' to Throw Your Arms Around the World (canción de U2)
"Tryin 'to Throw Your Arms Around the World" es una canción de la banda de rock irlandesa U2, y la novena canción de su álbum de 1991, Achtung Baby. Es una canción irónica que trata sobre llegar a casa estando borracho, después de pasar una noche en la ciudad. Está dedicado al club nocturno Flaming Colossus en Los Ángeles. En la versión del álbum aparece el productor Brian Eno tocando el teclado. 
La canción fue editada fuera del video en vivo Zoo TV: Live from Sydney; más tarde se reveló que el concierto duró mucho y que la canción debía editarse para que el concierto se ajustara a un intervalo de tiempo de dos horas.  La línea que dice "una mujer necesita a un hombre como un pez necesita una bicicleta" es una cita de Irina Dunn.

## En directo
La canción debutó en directo en el Zoo TV Tour de 1992-93 y se utilizó durante casi toda la gira. Se tocó en 136 de los 156 conciertos de la gira. Pasaron 29 años hasta que la canción se recuperó para la serie de conciertos residenciales U2:UV Achtung Baby Live at Sphere, celebrados en Las Vegas en 2022-23.
Se tocaron fragmentos de la misma en tres conciertos durante la etapa final del U2 360° Tour, en julio del 2011.
Durante las presentaciones en vivo, el cantante Bono sacaba a bailar a una chica del público, y rociaba una botella de champagne sobre la audiencia.

## Covers
La canción fue reelaborada para el álbum tributo de 2011 AHK-toong BAY-bi Covered por The Fray. El cuarteto de Denver había apoyado a U2 en la séptima etapa del 360 ° Tour, durante el cual Isaac Slade de The Fray celebró su cumpleaños número 30. "Me dieron una mesa de ping-pong", recordó, "y una paleta de ping-pong con gafas de sol dibujadas encima".